# Namsan (Seoel)
Namsan (Koreaans: 南山) is een 262 meter hoge berg in het district Jongno-gu in Seoel. De oude naam van de berg was Mongmyeoksan (Koreaans: 목멱산 /木覓山). Op de berg is een park met wandelpaden en picknickplaatsen. Vanaf de berg heeft de bezoeker een goed uitzicht over het centrum van de Koreaanse hoofdstad.
Koning Taejo, de stichter van Joseon, wees Hanyang in 1394 aan als de hoofdstad van de nieuwe dynastie. Ter verdediging van de plaats liet hij een stadsmuur bouwen. Deze bijna 19 kilometer lange muur loopt langs vier bergen, Baegaksan, Naksan, Namsan en Inwangsan, die toen de stad omringden. Namsan ligt in het zuiden van deze muur en grote delen hiervan zijn nog bewaard gebleven waaronder in Namsanpark.
De berg en het omliggende gebied zijn onderdeel van Namsanpark, een openbaar park dat wordt beheerd door het stadsbestuur. Op 12 maart 1940 werd het gebied aangewezen als stadspark, maar pas op 2 september 1968 geopend voor het publiek. Van 1925 tot 1945 stond het shinto-heiligdom bekend als Chosen Jingū op de berg Namsan.
Naast het uitzicht op de stad staat op de berg ook de N Seoul Tower (of kortweg Ntower). De piek van deze toren ligt op 480 meter boven zeeniveau en in de toren is een observatiedek. Om op de berg en in het park te komen te komen is er de kabelbaan van Namsan. Dit was de eerste kabelbaan in Korea en werd op 12 mei 1962 voor het publiek geopend.
De berg Namsan wordt genoemd in het tweede couplet van het volkslied van Zuid-Korea.

## Fotogalerij

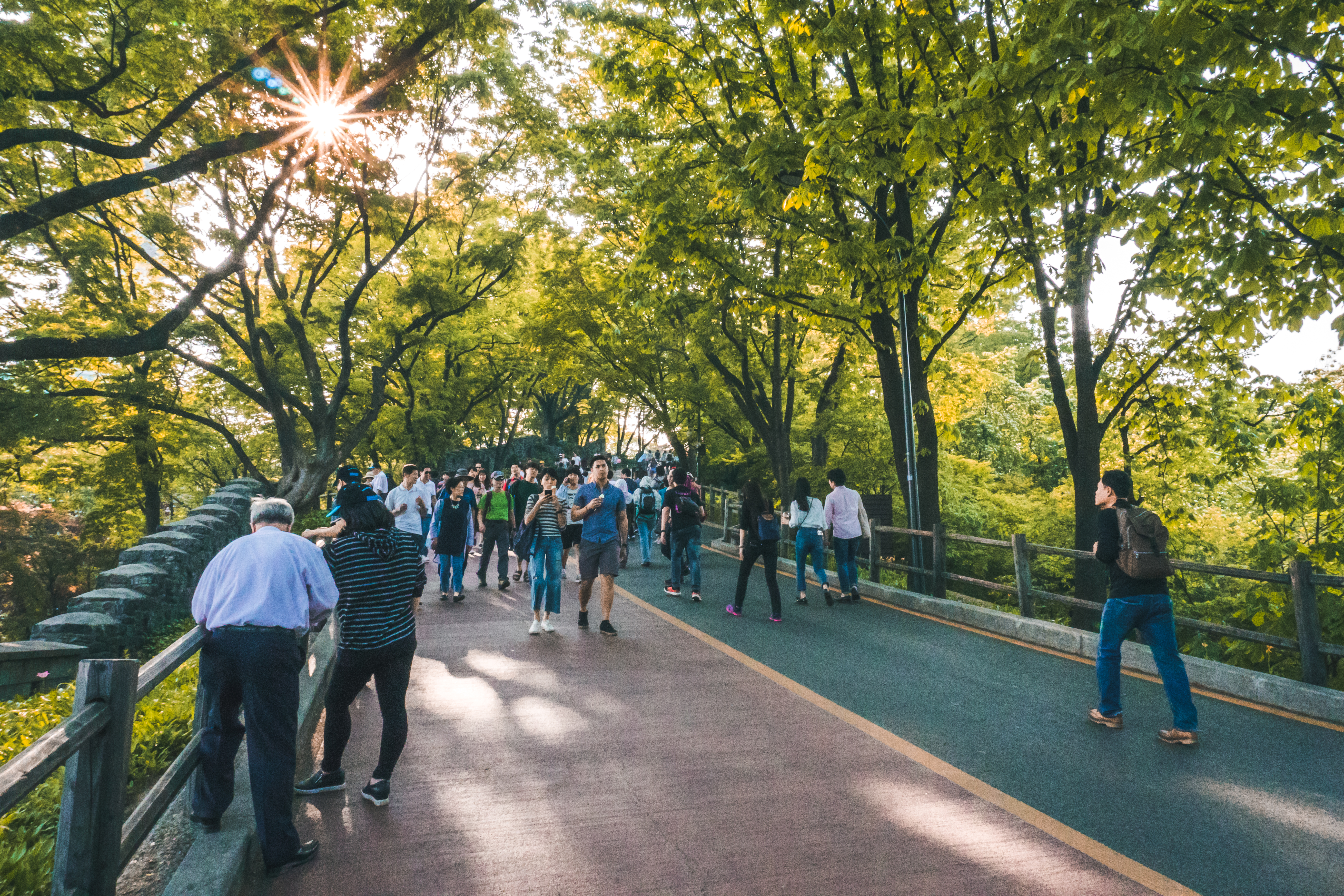
Namsanpark
Kabelbaan
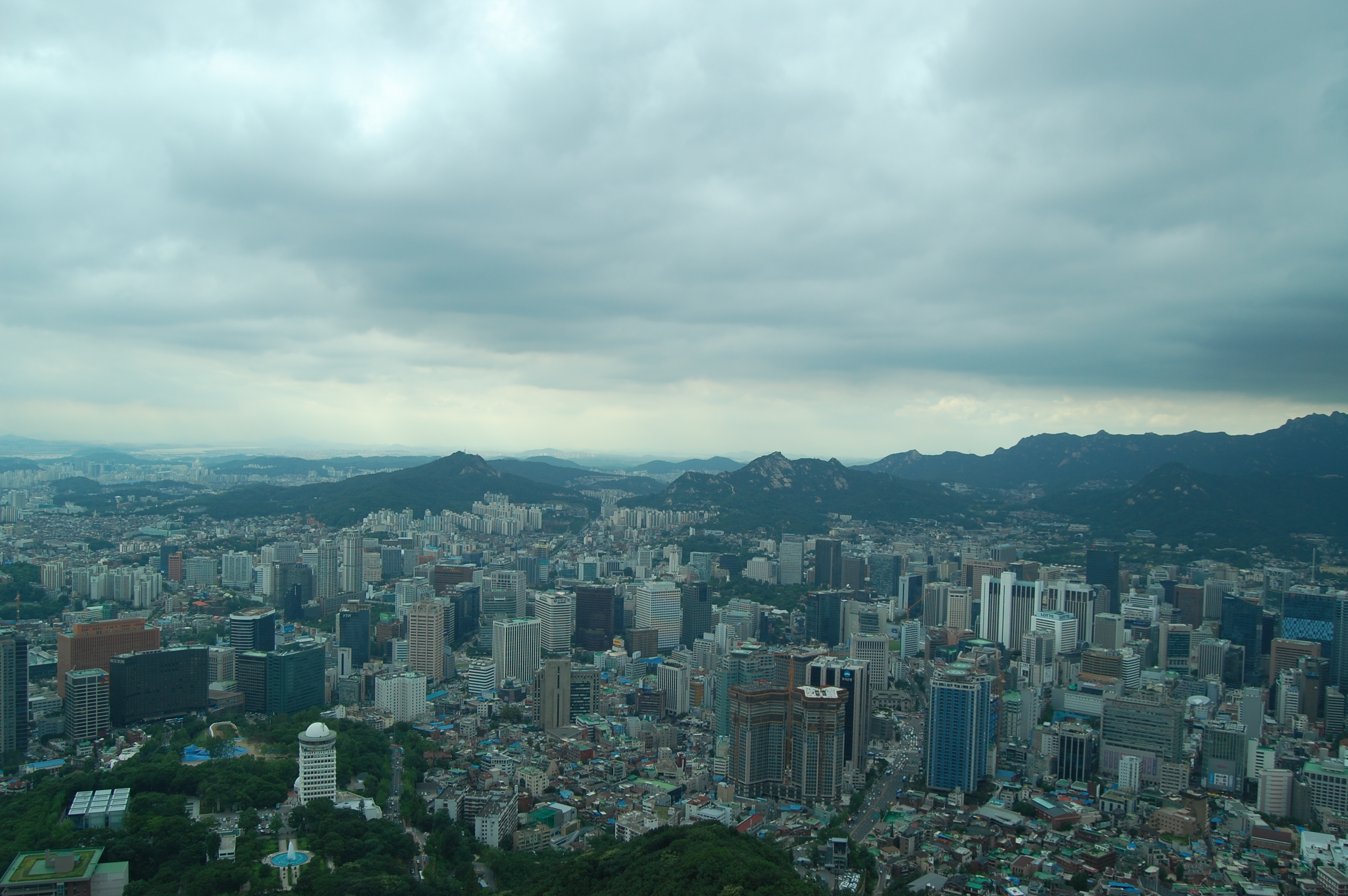
Zicht op Seoel